# Bộ Cá chình họng túi
Cá chình họng túi (danh pháp khoa học: Saccopharyngiformes) là các loài cá dạng cá chình sống ở độ sâu lớn, là một trong những nhóm cá kì dị nhất dưới lòng biển sâu. Phần lớn các loài là cá biển sâu thiếu sáng nên chúng ít khi được nhìn thấy, thường chỉ được biết đến từ một ít các mẫu vật. Một số loài đáng chú ý là cá chình bồ nông, cá chình đuôi cộc và cá chình họng túi. Nghiên cứu rộng khắp về nhóm cá này vẫn chưa thể tiến hành do chúng chỉ được quan sát gián tiếp, với một số loài chỉ được biết đến ở dạng ấu trùng. Tất cả các họ (ngoại trừ các cá thể cực hiếm thấy của họ mới đề xuất Neoceymatidae chỉ được biết đến ở đông nam Đại Tây Dương) đều được tìm thấy trong các đại dương chính như Thái Bình Dương, Đại Tây Dương, Ấn Độ Dương.

## Đặc trưng
Saccopharyngiformes có quan hệ họ hàng gần với bộ Cá chình (Anguilliformes) và gần đây được coi là nhánh phái sinh trong phạm vi Anguilliformes, mặc dù các loài trong nhóm cá này có nhiều điểm khác biệt với phần còn lại của bộ Anguilliformes mở rộng. Đáng chú ý là chúng không có xương đối ngẫu, xương mang cá, xương sườn hay bong bóng. Giống như nhiều loài cá chình khác, chúng không có vảy và vây chậu. Các đoạn cơ của chúng hình chữ V chứ không phải hình chữ W ở tất cả các loài cá khác, và đường bên của chúng không có lỗ rỗng mà bị biến đổi thành các nhóm ống nhỏ (tiểu quản) nâng cao. Hàm của chúng rất lớn, với các răng nhỏ và một số loài đáng chú ý ở chỗ có thể ăn thịt các loại cá to lớn hơn chúng. Một số loài trong các họ Eurypharyngidae và Saccopharyngidae là phát quang sinh học.
Giống như các loài cá chình khác, Saccopharyngiformes có ấu trùng leptocephalus, tuy nhiên ấu trùng của chúng cũng có một lượng các đặc trưng bất thường, như cơ thể sâu đáng kể ở Cyematidae, hàm dưới dài ở Eurypharyngidae và các chỗ phồng lên được nhuộm màu độc nhất vô nhị ở cuối ruột ở Saccopharyngidae và Eurypharyngidae.

## Phân loại
Có 4 họ (họ thứ năm đề xuất năm 2018) xếp theo từng phân bộ:
- Phân bộ Cyematoidei
  - Cyematidae: 1 chi, 1 loài (Cyema atrum).
  - Monognathidae (có thể thuộc phân bộ Saccopharyngoidei): 1 chi (Monognathus), 15 loài.
- Phân bộ Saccopharyngoidei
  - Eurypharyngidae: 1 chi, 1 loài (Eurypharynx pelecanoides).
  - Saccopharyngidae:: 1 chi (Saccopharynx), 10 loài.
  - Neocyematidae (đề xuất 2018)[1]: 1 chi, 1 loài (Neocyema erythrosoma). Cho đến nay vẫn xếp trong họ Cyematidae.

## Phát sinh chủng loài
Phân tích phát sinh chủng loài gần đây cho thấy Saccopharyngiformes lồng sâu trong Anguilliformes. Trong một vài phân loại gần đây nó được gộp vào trong Anguilliformes như là phân bộ Saccopharyngoidei. Mối quan hệ có lẽ đúng của nó được đơn giản hóa như biểu đồ sau:

|  | \| \| Nemichthyidae \| \| \| \| \| \| Serrivomeridae \| \| \| \| |
|  |                                                                  |
|  | Anguillidae                                                      |
|  |                                                                  |
|  | Nemichthyidae                                                    |
|  |                                                                  |
|  | Serrivomeridae                                                   |
|  |                                                                  |

|  | Nemichthyidae  |
|  |                |
|  | Serrivomeridae |
|  |                |

|  | \| \| Nemichthyidae \| \| \| \| \| \| Serrivomeridae \| \| \| \| |
|  |                                                                  |
|  | Anguillidae                                                      |
|  |                                                                  |
|  | Nemichthyidae                                                    |
|  |                                                                  |
|  | Serrivomeridae                                                   |
|  |                                                                  |

|  | Nemichthyidae  |
|  |                |
|  | Serrivomeridae |
|  |                |

|  | \| \| Nemichthyidae \| \| \| \| \| \| Serrivomeridae \| \| \| \| |
|  |                                                                  |
|  | Anguillidae                                                      |
|  |                                                                  |
|  | Nemichthyidae                                                    |
|  |                                                                  |
|  | Serrivomeridae                                                   |
|  |                                                                  |

|  | Nemichthyidae  |
|  |                |
|  | Serrivomeridae |
|  |                |

|  | \| \| Nemichthyidae \| \| \| \| \| \| Serrivomeridae \| \| \| \| |
|  |                                                                  |
|  | Anguillidae                                                      |
|  |                                                                  |
|  | Nemichthyidae                                                    |
|  |                                                                  |
|  | Serrivomeridae                                                   |
|  |                                                                  |

|  | Nemichthyidae  |
|  |                |
|  | Serrivomeridae |
|  |                |

|  | \| \| Nemichthyidae \| \| \| \| \| \| Serrivomeridae \| \| \| \| |
|  |                                                                  |
|  | Anguillidae                                                      |
|  |                                                                  |
|  | Nemichthyidae                                                    |
|  |                                                                  |
|  | Serrivomeridae                                                   |
|  |                                                                  |

|  | Nemichthyidae  |
|  |                |
|  | Serrivomeridae |
|  |                |

|  | \| \| Nemichthyidae \| \| \| \| \| \| Serrivomeridae \| \| \| \| |
|  |                                                                  |
|  | Anguillidae                                                      |
|  |                                                                  |
|  | Nemichthyidae                                                    |
|  |                                                                  |
|  | Serrivomeridae                                                   |
|  |                                                                  |

|  | Nemichthyidae  |
|  |                |
|  | Serrivomeridae |
|  |                |

|  | \| \| Nemichthyidae \| \| \| \| \| \| Serrivomeridae \| \| \| \| |
|  |                                                                  |
|  | Anguillidae                                                      |
|  |                                                                  |
|  | Nemichthyidae                                                    |
|  |                                                                  |
|  | Serrivomeridae                                                   |
|  |                                                                  |

|  | Nemichthyidae  |
|  |                |
|  | Serrivomeridae |
|  |                |

|  | \| \| Nemichthyidae \| \| \| \| \| \| Serrivomeridae \| \| \| \| |
|  |                                                                  |
|  | Anguillidae                                                      |
|  |                                                                  |
|  | Nemichthyidae                                                    |
|  |                                                                  |
|  | Serrivomeridae                                                   |
|  |                                                                  |

|  | Nemichthyidae  |
|  |                |
|  | Serrivomeridae |
|  |                |

|  | \| \| Nemichthyidae \| \| \| \| \| \| Serrivomeridae \| \| \| \| |
|  |                                                                  |
|  | Anguillidae                                                      |
|  |                                                                  |
|  | Nemichthyidae                                                    |
|  |                                                                  |
|  | Serrivomeridae                                                   |
|  |                                                                  |

|  | Nemichthyidae  |
|  |                |
|  | Serrivomeridae |
|  |                |

|  | \| \| Nemichthyidae \| \| \| \| \| \| Serrivomeridae \| \| \| \| |
|  |                                                                  |
|  | Anguillidae                                                      |
|  |                                                                  |
|  | Nemichthyidae                                                    |
|  |                                                                  |
|  | Serrivomeridae                                                   |
|  |                                                                  |

|  | Nemichthyidae  |
|  |                |
|  | Serrivomeridae |
|  |                |

|  | \| \| Nemichthyidae \| \| \| \| \| \| Serrivomeridae \| \| \| \| |
|  |                                                                  |
|  | Anguillidae                                                      |
|  |                                                                  |
|  | Nemichthyidae                                                    |
|  |                                                                  |
|  | Serrivomeridae                                                   |
|  |                                                                  |

|  | Nemichthyidae  |
|  |                |
|  | Serrivomeridae |
|  |                |

|  | \| \| Nemichthyidae \| \| \| \| \| \| Serrivomeridae \| \| \| \| |
|  |                                                                  |
|  | Anguillidae                                                      |
|  |                                                                  |
|  | Nemichthyidae                                                    |
|  |                                                                  |
|  | Serrivomeridae                                                   |
|  |                                                                  |

|  | Nemichthyidae  |
|  |                |
|  | Serrivomeridae |
|  |                |

|  | \| \| Nemichthyidae \| \| \| \| \| \| Serrivomeridae \| \| \| \| |
|  |                                                                  |
|  | Anguillidae                                                      |
|  |                                                                  |
|  | Nemichthyidae                                                    |
|  |                                                                  |
|  | Serrivomeridae                                                   |
|  |                                                                  |

|  | Nemichthyidae  |
|  |                |
|  | Serrivomeridae |
|  |                |

|  | \| \| Nemichthyidae \| \| \| \| \| \| Serrivomeridae \| \| \| \| |
|  |                                                                  |
|  | Anguillidae                                                      |
|  |                                                                  |
|  | Nemichthyidae                                                    |
|  |                                                                  |
|  | Serrivomeridae                                                   |
|  |                                                                  |

|  | Nemichthyidae  |
|  |                |
|  | Serrivomeridae |
|  |                |

|  | \| \| Nemichthyidae \| \| \| \| \| \| Serrivomeridae \| \| \| \| |
|  |                                                                  |
|  | Anguillidae                                                      |
|  |                                                                  |
|  | Nemichthyidae                                                    |
|  |                                                                  |
|  | Serrivomeridae                                                   |
|  |                                                                  |

|  | Nemichthyidae  |
|  |                |
|  | Serrivomeridae |
|  |                |

|  | \| \| Nemichthyidae \| \| \| \| \| \| Serrivomeridae \| \| \| \| |
|  |                                                                  |
|  | Anguillidae                                                      |
|  |                                                                  |
|  | Nemichthyidae                                                    |
|  |                                                                  |
|  | Serrivomeridae                                                   |
|  |                                                                  |

|  | Nemichthyidae  |
|  |                |
|  | Serrivomeridae |
|  |                |